# 岡山県道169号西方巨瀬線
岡山県道169号西方巨瀬線（おかやまけんどう169ごう にしがたこせせん）は、岡山県高梁市を通る一般県道である。

## 概要
高梁市中井町西方と高梁市巨瀬町（こせちょう）を結ぶ。

### 路線データ
- 起点：高梁市中井町西方（岡山県道310号西方北房線交点）
- 終点：高梁市巨瀬町（国道313号・岡山県道78号長屋賀陽線交点）
- 総延長：8.9 km

## 歴史
- 1979年（昭和54年）1月5日 - 岡山県告示第8号により認定される。

前身は岡山県道169号西方総社線。1976年（昭和51年）の主要地方道再編で岡山県道57号総社湯山線（現：岡山県道57号総社賀陽線）に移行しなかった部分が岡山県道158号賀陽巨瀬線（現：岡山県道78号長屋賀陽線）と本路線に分割して成立した。

## 地理

### 通過する自治体
- 高梁市

### 交差する道路
| 交差する道路                     | 交差する場所         | 交差する場所 |
| -------------------------------- | -------------------- | ------------ |
| 岡山県道310号西方北房線          | 中井町西方           | 起点         |
| 岡山県道309号巨瀬高倉線          | 巨瀬町（こせちょう） |              |
| 国道313号 岡山県道78号長屋賀陽線 | 巨瀬町               | 終点         |

### 沿線
- 高梁市役所巨瀬地域市民センター
- 高梁市立巨瀬小学校